# Cryptopalpus semiater
Cryptopalpus semiater är en tvåvingeart som först beskrevs av Ignaz Rudolph Schiner 1868.  Cryptopalpus semiater ingår i släktet Cryptopalpus och familjen parasitflugor. Inga underarter finns listade i Catalogue of Life.